# Myra (geslacht)
Myra is een geslacht van kreeftachtigen uit de klasse van de Malacostraca (hogere kreeftachtigen).

## Soorten
- Myra affinis Bell, 1855
- Myra australis Haswell, 1879
- Myra biconica Ihle, 1918
- Myra brevimana Alcock, 1896
- Myra celeris Galil, 2001
- Myra currax Galil, 2001
- Myra curtimana Galil, 2001
- Myra digitata Galil, 2004
- Myra elegans Bell, 1855
- Myra eudactylus (Bell, 1855)
- Myra fugax (Fabricius, 1798)
- Myra grandis Zarenkov, 1990
- Myra hainanica Chen & Türkay, 2001
- Myra intermedia Borradaile, 1903
- Myra mammilaris Bell, 1855
- Myra pernix Galil, 2001
- Myra subgranulata Kossmann, 1877
- Myra tumidospina Galil, 2001